# Liste der Bodendenkmäler in Scheßlitz
Auf dieser Seite sind die Bodendenkmäler in der oberfränkischen Stadt Scheßlitz zusammengestellt. Diese Tabelle ist eine Teilliste der Liste der Bodendenkmäler in Bayern. Grundlage ist die Bayerische Denkmalliste, die auf Basis des Bayerischen Denkmalschutzgesetzes vom 1. Oktober 1973 erstmals erstellt wurde und seither durch das Bayerische Landesamt für Denkmalpflege geführt wird. Die folgenden Angaben ersetzen nicht die rechtsverbindliche Auskunft der Denkmalschutzbehörde.

## Bodendenkmäler der Gemeinde Scheßlitz

### Bodendenkmäler in der Gemarkung Burgellern
| Lage                  | Objekt | Akten-Nr.     | Bild |
| --------------------- | --- | ------------- | ---- |
| Burgellern (Standort) | Grabhügel vorgeschichtlicher Zeitstellung. | D-4-6032-0001 |      |
| Burgellern (Standort) | Höhensiedlung mit Funden des Endneolithikums, der Bronzezeit, der Urnenfelderzeit, der Hallstattzeit, der frühen Latènezeit, der Völkerwanderungszeit und des frühen Mittelalters.                        | D-4-6032-0002 |      |
| Burgellern (Standort) | Freilandstation des Mesolithikums und Siedlung des Neolithikums. | D-4-6032-0116 |      |
| Burgellern (Standort) | Siedlung der Hallstattzeit. | D-4-6032-0149 |      |
| Burgellern (Standort) | Archäologische Befunde im Bereich des frühneuzeitlichen ehemalige Domkapitelschen Schlosses in Burgellern mit mittelalterlichem Vorgängerbau. Siehe auch: Schloss Burgellern                              | D-4-6032-0241 |      |
| Burgellern (Standort) | Siedlung der späten Latènezeit. | D-4-6032-0242 |      |
| Burgellern (Standort) | Siedlung der frühen Latènezeit. | D-4-6032-0243 |      |
| Burgellern (Standort) | Archäologische Befunde im Bereich der frühneuzeitlichen Katholischen Kirche St. Magdalena und Katharina von Burgellern mit mittelalterlicher Schlosskapelle als Vorgängerbau und spätneuzeitlichem Anbau. | D-4-6032-0289 |      |

### Bodendenkmäler in der Gemarkung Burglesau
| Lage                 | Objekt                                                                                               | Akten-Nr.     | Bild |
| -------------------- | --- | ------------- | ---- |
| Burglesau (Standort) | Siedlung vorgeschichtlicher Zeitstellung.                                                            | D-4-5932-0163 |      |
| Burglesau (Standort) | Siedlung des Neolithikums.                                                                           | D-4-5932-0164 |      |
| Burglesau (Standort) | Freilandstation des Paläolithikums und des Mesolithikums sowie Siedlung des Neolithikums.            | D-4-5932-0165 |      |
| Burglesau (Standort) | Turmhügel des Mittelalters. Siehe auch: Turmhügel Burglesau                                          | D-4-6032-0004 |      |
| Burglesau (Standort) | Siedlung des Neolithikums.                                                                           | D-4-6032-0005 |      |
| Burglesau (Standort) | Siedlung des Neolithikums.                                                                           | D-4-6032-0006 |      |
| Burglesau (Standort) | Freilandstation des Mesolithikums, Siedlung der Linearbandkeramik und Siedlung des Spätneolithikums. | D-4-6032-0007 |      |
| Burglesau (Standort) | Siedlung des Neolithikums.                                                                           | D-4-6032-0008 |      |
| Burglesau (Standort) | Siedlung des Neolithikums.                                                                           | D-4-6032-0009 |      |
| Burglesau (Standort) | Körpergräber karolingisch-ottonischer Zeitstellung.                                                  | D-4-6032-0011 |      |
| Burglesau (Standort) | Grabhügel vorgeschichtlicher Zeitstellung.                                                           | D-4-6032-0126 |      |
| Burglesau (Standort) | Archäologische Befunde des Mittelalters und der frühen Neuzeit im Bereich der Mühle in Burglesau.    | D-4-6032-0293 |      |

### Bodendenkmäler in der Gemarkung Demmelsdorf
| Lage                   | Objekt                                                                        | Akten-Nr.     | Bild |
| ---------------------- | ----------------------------------------------------------------------------- | ------------- | ---- |
| Demmelsdorf (Standort) | Grabhügel vorgeschichtlicher Zeitstellung mit Bestattungen der Hallstattzeit. | D-4-6032-0017 |      |
| Demmelsdorf (Standort) | Brandgräber der Hallstattzeit.                                                | D-4-6032-0175 |      |

### Bodendenkmäler in der Gemarkung Dörrnwasserlos
| Lage                      | Objekt | Akten-Nr.     | Bild |
| ------------------------- | --- | ------------- | ---- |
| Dörrnwasserlos (Standort) | Bestattungsplatz mit Grabhügel vorgeschichtlicher Zeitstellung mit Bestattungen der mittleren Bronzezeit und der Hallstattzeit. | D-4-5932-0150 |      |
| Dörrnwasserlos (Standort) | Siedlung des Neolithikums. | D-4-5932-0193 |      |
| Dörrnwasserlos (Standort) | Archäologische Befunde im Bereich der frühneuzeitlichen Kapelle in Dörrnwasserlos.                                              | D-4-5932-0288 |      |

### Bodendenkmäler in der Gemarkung Ehrl
| Lage            | Objekt                                                                     | Akten-Nr.     | Bild |
| --------------- | -------------------------------------------------------------------------- | ------------- | ---- |
| Ehrl (Standort) | Grabhügel vorgeschichtlicher Zeitstellung, daraus Funde der Hallstattzeit. | D-4-5932-0161 |      |

### Bodendenkmäler in der Gemarkung Gräfenhäusling
| Lage                      | Objekt                     | Akten-Nr.     | Bild |
| ------------------------- | -------------------------- | ------------- | ---- |
| Gräfenhäusling (Standort) | Siedlung des Neolithikums. | D-4-6032-0164 |      |

### Bodendenkmäler in der Gemarkung Hohenhäusling
| Lage                     | Objekt                                                                            | Akten-Nr.     | Bild |
| ------------------------ | --------------------------------------------------------------------------------- | ------------- | ---- |
| Hohenhäusling (Standort) | Grabhügel vorgeschichtlicher Zeitstellung, daraus Funde der späten Hallstattzeit. | D-4-6032-0041 |      |
| Hohenhäusling (Standort) | Siedlung vorgeschichtlicher Zeitstellung.                                         | D-4-6032-0165 |      |
| Hohenhäusling (Standort) | Siedlung der Linearbandkeramik.                                                   | D-4-6032-0206 |      |

### Bodendenkmäler in der Gemarkung Ludwag
| Lage              | Objekt | Akten-Nr.     | Bild |
| ----------------- | --- | ------------- | ---- |
| Ludwag (Standort) | Grabhügel vorgeschichtlicher Zeitstellung. | D-4-6032-0040 |      |
| Ludwag (Standort) | Abschnittsbefestigung des frühen Mittelalters. Siehe auch: Abschnittsbefestigung Herrenknock | D-4-6032-0043 |      |
| Ludwag (Standort) | Felsdach mit Funden vorgeschichtlicher Zeitstellung, darunter solche der Urnenfelder- und der Hallstattzeit sowie des hohen Mittelalters und der Neuzeit. | D-4-6032-0046 |      |
| Ludwag (Standort) | Befestigungsanlage der frühen Neuzeit. | D-4-6032-0061 |      |
| Ludwag (Standort) | Grabhügel vorgeschichtlicher Zeitstellung. | D-4-6032-0134 |      |
| Ludwag (Standort) | Siedlung des Neolithikums und der späten Latènezeit. | D-4-6032-0145 |      |
| Ludwag (Standort) | Siedlung der späten Urnenfelder- und der Hallstattzeit. | D-4-6032-0152 |      |
| Ludwag (Standort) | Wüstung des frühen Mittelalters. | D-4-6032-0221 |      |
| Ludwag (Standort) | Archäologische Befunde im Bereich der modernen Katholischen Pfarrkirche St. Johann Baptist von Ludwag mit spätmittelalterlichem Kern und frühmittelalterlichem Vorgängerbau sowie Körpergräbern im ummauerten Kirchhof. Siehe auch: St. Johann Baptist (Ludwag) | D-4-6032-0298 |      |

### Bodendenkmäler in der Gemarkung Neudorf b.Scheßlitz
| Lage                           | Objekt | Akten-Nr.     | Bild |
| ------------------------------ | --- | ------------- | ---- |
| Neudorf b.Scheßlitz (Standort) | Bestattungsplatz vorgeschichtlicher Zeitstellung mit verebneten Grabhügeln, Siedlung der Linearbandkeramik sowie wüst gefallene Siedlung des späten Mittelalters und der frühen Neuzeit. | D-4-6032-0051 |      |
| Neudorf b.Scheßlitz (Standort) | Grabhügel vorgeschichtlicher Zeitstellung. | D-4-6032-0052 |      |
| Neudorf b.Scheßlitz (Standort) | Grabhügel vorgeschichtlicher Zeitstellung. | D-4-6032-0053 |      |
| Neudorf b.Scheßlitz (Standort) | Grabhügel vorgeschichtlicher Zeitstellung. | D-4-6032-0054 |      |
| Neudorf b.Scheßlitz (Standort) | Grabhügel vorgeschichtlicher Zeitstellung. | D-4-6032-0055 |      |
| Neudorf b.Scheßlitz (Standort) | Grabhügel vorgeschichtlicher Zeitstellung. | D-4-6032-0057 |      |
| Neudorf b.Scheßlitz (Standort) | Grabhügel vorgeschichtlicher Zeitstellung. | D-4-6032-0058 |      |
| Neudorf b.Scheßlitz (Standort) | Grabhügel vorgeschichtlicher Zeitstellung, daraus Funde der Hallstattzeit. | D-4-6032-0142 |      |

### Bodendenkmäler in der Gemarkung Peulendorf
| Lage                  | Objekt | Akten-Nr.     | Bild |
| --------------------- | --- | ------------- | ---- |
| Peulendorf (Standort) | Siedlung der Urnenfelderzeit und Siedlung der späten Latènezeit.                                                                                      | D-4-6032-0157 |      |
| Peulendorf (Standort) | Siedlung der Urnenfelderzeit und der Spätlatènezeit.                                                                                                  | D-4-6032-0187 |      |
| Peulendorf (Standort) | Freilandstation des Mesolithikums. | D-4-6032-0209 |      |
| Peulendorf (Standort) | Siedlung der Bronzezeit und frühen Urnenfelderzeit.                                                                                                   | D-4-6032-0210 |      |
| Peulendorf (Standort) | Wüstung des Mittelalters. | D-4-6032-0217 |      |
| Peulendorf (Standort) | Flachgräber vorgeschichtlicher Zeitstellung. | D-4-6032-0278 |      |
| Peulendorf (Standort) | Archäologische Befunde im Bereich der frühneuzeitlichen Katholischen Pfarrkirche St. Sebastian von Peulendorf. Siehe auch: St. Sebastian (Peulendorf) | D-4-6032-0301 |      |

### Bodendenkmäler in der Gemarkung Roschlaub
| Lage                 | Objekt                      | Akten-Nr.     | Bild |
| -------------------- | --------------------------- | ------------- | ---- |
| Roschlaub (Standort) | Siedlung des Neolithikums.  | D-4-5932-0159 |      |
| Roschlaub (Standort) | Turmhügel des Mittelalters. | D-4-5932-0160 |      |

### Bodendenkmäler in der Gemarkung Scheßlitz
| Lage                 | Objekt | Akten-Nr.     | Bild |
| -------------------- | --- | ------------- | ---- |
| Scheßlitz (Standort) | Siedlung der Linearbandkeramik und vermutlich der Spätlatènezeit sowie Siedlung und Gräber der späten römischen Kaiserzeit und Siedlung des frühen und hohen Mittelalters. | D-4-6032-0018 |      |
| Scheßlitz (Standort) | Siedlung der Hallstattzeit und der Latènezeit sowie Siedlung des frühen und hohen Mittelalters.                                                                            | D-4-6032-0141 |      |
| Scheßlitz (Standort) | Siedlung des frühen Mittelalters. | D-4-6032-0155 |      |
| Scheßlitz (Standort) | Archäologische Befunde im Bereich der hochmittelalterlichen befestigten Kernstadt von Scheßlitz.                                                                           | D-4-6032-0245 |      |
| Scheßlitz (Standort) | Untertägige Teile der Stadt- und Marienkapelle des 15. Jahrhunderts, abgebrochen 1884.                                                                                     | D-4-6032-0246 |      |
| Scheßlitz (Standort) | Siedlung vorgeschichtlicher Zeitstellung. | D-4-6032-0247 |      |
| Scheßlitz (Standort) | Archäologische Befunde der spätmittelalterlichen Kirche St. Kilian von Scheßlitz mit Vorgängerbau und Kirchhof mit Körpergräbern. Siehe auch: St. Kilian (Scheßlitz)       | D-4-6032-0249 |      |
| Scheßlitz (Standort) | Archäologische Befunde im Bereich der östlichen Scheßlitzer Vorstadt Oberend des Mittelalters und der Neuzeit sowie der südlichen Stadterweiterung der Neuzeit.            | D-4-6032-0250 |      |
| Scheßlitz (Standort) | Archäologische Befunde im Bereich der westlichen Scheßlitzer Vorstadt ;eumarkt des Mittelalters und der Neuzeit.                                                           | D-4-6032-0251 |      |
| Scheßlitz (Standort) | Untertägige Teile und mittelalterliche Vorgängerbebauung der Spitalkirche St. Elisabeth des 18. Jahrhunderts.                                                              | D-4-6032-0252 |      |
| Scheßlitz (Standort) | Untertägige Teile der Scheßlitzer Vorstadt Anger des Mittelalters und der Neuzeit.                                                                                         | D-4-6032-0253 |      |
| Scheßlitz (Standort) | Archäologische Befunde im Bereich der mittelalterlichen ehemalige Stadtbefestigung in Scheßlitz.                                                                           | D-4-6032-0282 |      |

### Bodendenkmäler in der Gemarkung Schweisdorf
| Lage                   | Objekt                                             | Akten-Nr.     | Bild |
| ---------------------- | -------------------------------------------------- | ------------- | ---- |
| Schweisdorf (Standort) | Wüstung Pondorf des frühen bis hohen Mittelalters. | D-4-6032-0130 |      |

### Bodendenkmäler in der Gemarkung Straßgiech
| Lage                  | Objekt                                                                               | Akten-Nr.     | Bild |
| --------------------- | ------------------------------------------------------------------------------------ | ------------- | ---- |
| Straßgiech (Standort) | Siedlung der jüngeren Kaiserzeit.                                                    | D-4-6031-0045 |      |
| Straßgiech (Standort) | Verebnete Grabhügel vorgeschichtlicher Zeitstellung, daraus Funde der Hallstattzeit. | D-4-6032-0212 |      |

### Bodendenkmäler in der Gemarkung Stübig
| Lage              | Objekt | Akten-Nr.     | Bild |
| ----------------- | --- | ------------- | ---- |
| Stübig (Standort) | Körpergräber frühmittelalterlicher Zeitstellung. | D-4-5932-0156 |      |
| Stübig (Standort) | Siedlung der Linearbandkeramik, der Michelsberger Kultur, der Kultur mit Schnurkeramik, der Glockenbecherkultur, der Bronzezeit, der Urnenfelderzeit, der Hallstattzeit, der frühen und der späten Latènezeit und der römischen Kaiserzeit. | D-4-5932-0157 |      |
| Stübig (Standort) | Grabhügel vorgeschichtlicher Zeitstellung. | D-4-5932-0158 |      |
| Stübig (Standort) | Wüstung des frühen Mittelalters. | D-4-5932-0219 |      |
| Stübig (Standort) | Siedlung der Urnenfelderzeit. | D-4-5932-0223 |      |
| Stübig (Standort) | Viereckiges Grabenwerk vorgeschichtlicher Zeitstellung. | D-4-5932-0232 |      |
| Stübig (Standort) | Wüstung des späten Mittelalters. | D-4-5932-0240 |      |
| Stübig (Standort) | Archäologische Befunde im Bereich der frühneuzeitlichen Wegkapelle St. Georg bei Weichenwasserlos. | D-4-5932-0298 |      |

### Bodendenkmäler in der Gemarkung Weichenwasserlos
| Lage                        | Objekt | Akten-Nr.     | Bild |
| --------------------------- | --- | ------------- | ---- |
| Weichenwasserlos (Standort) | Grabhügel vorgeschichtlicher Zeitstellung. | D-4-5932-0151 |      |
| Weichenwasserlos (Standort) | Grabhügel vorgeschichtlicher Zeitstellung. | D-4-5932-0152 |      |
| Weichenwasserlos (Standort) | Siedlung der Bronzezeit und der Urnenfelderzeit. | D-4-5932-0153 |      |
| Weichenwasserlos (Standort) | Freilandstation des Mesolithikums. | D-4-5932-0154 |      |
| Weichenwasserlos (Standort) | Grabhügel vorgeschichtlicher Zeitstellung. | D-4-5932-0155 |      |
| Weichenwasserlos (Standort) | Siedlung der Urnenfelder-, der Hallstatt- und der Frühlatènezeit sowie vermutlich mittelalterliche Wüstung. | D-4-5932-0201 |      |
| Weichenwasserlos (Standort) | Siedlung vorgeschichtlicher Zeitstellung sowie vermutlich Wüstung des Mittelalters. | D-4-5932-0213 |      |
| Weichenwasserlos (Standort) | Siedlung der Urnenfelderzeit und der Hallstattzeit. | D-4-5932-0247 |      |
| Weichenwasserlos (Standort) | Siedlung der Latènezeit und vermutlich des frühen Mittelalters. | D-4-5932-0251 |      |
| Weichenwasserlos (Standort) | Archäologische Befunde im Bereich der mittelalterlichen und frühneuzeitlichen Katholischen Pfarrkirche St. Martin von Weichenwasserlos mit Körpergräbern im ummauerten Kirchhof. Siehe auch: St. Martin (Weichenwasserlos) | D-4-5932-0295 |      |

### Bodendenkmäler in der Gemarkung Wiesengiech
| Lage                   | Objekt | Akten-Nr.     | Bild |
| ---------------------- | --- | ------------- | ---- |
| Wiesengiech (Standort) | Archäologische Befunde im Bereich der frühneuzeitlichen Katholischen Pfarrkirche St. Valentin von Wiesengiech. Siehe auch: St. Valentin (Wiesengiech) | D-4-6031-0266 |      |

### Bodendenkmäler in der Gemarkung Würgau
| Lage              | Objekt | Akten-Nr.     | Bild |
| ----------------- | --- | ------------- | ---- |
| Würgau (Standort) | Bestattungsplatz mit Grabhügeln vorgeschichtlicher Zeitstellung. | D-4-6032-0021 |      |
| Würgau (Standort) | Grabhügel vorgeschichtlicher Zeitstellung. | D-4-6032-0023 |      |
| Würgau (Standort) | Grabhügel vorgeschichtlicher Zeitstellung. | D-4-6032-0024 |      |
| Würgau (Standort) | Grabhügel vorgeschichtlicher Zeitstellung. | D-4-6032-0025 |      |
| Würgau (Standort) | Grabhügel vorgeschichtlicher Zeitstellung. | D-4-6032-0027 |      |
| Würgau (Standort) | Grabhügel vorgeschichtlicher Zeitstellung, daraus Funde der Hallstattzeit. | D-4-6032-0029 |      |
| Würgau (Standort) | Körpergräber des Mittelalters. | D-4-6032-0032 |      |
| Würgau (Standort) | Grabhügel vorgeschichtlicher Zeitstellung. | D-4-6032-0122 |      |
| Würgau (Standort) | Grabhügel vorgeschichtlicher Zeitstellung. | D-4-6032-0123 |      |
| Würgau (Standort) | Verebnete Grabhügel vorgeschichtlicher Zeitstellung. | D-4-6032-0124 |      |
| Würgau (Standort) | Bestattungsplatz mit verebneten Grabhügeln vorgeschichtlicher Zeitstellung. | D-4-6032-0125 |      |
| Würgau (Standort) | Siedlung der Linearbandkeramik, vermutlich des Mittelneolithikums und des Jungneolithikums.                                                                                               | D-4-6032-0173 |      |
| Würgau (Standort) | Siedlung der späten Hallstattzeit und der frühen Latènezeit. | D-4-6032-0216 |      |
| Würgau (Standort) | Siedlung der Linearbandkeramik und verebnetes Grabhügelfeld der Hallstattzeit. | D-4-6032-0238 |      |
| Würgau (Standort) | Archäologische Befunde im Bereich der frühneuzeitlichen Katholischen Filialkirche St. Andreas von Würgau mit mittelalterlicher Kapelle als Vorgängerbau. Siehe auch: St. Andreas (Würgau) | D-4-6032-0306 |      |

### Bodendenkmäler in der Gemarkung Zeckendorf
| Lage                  | Objekt | Akten-Nr.     | Bild |
| --------------------- | --- | ------------- | ---- |
| Zeckendorf (Standort) | Bestattungsplatz mit weitgehend verebneten Grabhügeln vorgeschichtlicher Zeitstellung mit Bestattungen der Hallstattzeit und der Frühlatènezeit. | D-4-6032-0015 |      |
| Zeckendorf (Standort) | Siedlung des Neolithikums und der frühen Bronzezeit und vermutlich Burgstall des Mittelalters sowie Vorgängerbauten und untertägige Teile der Katholischen St.-Pankrazius-Kapelle von 1620. Siehe auch: Burg Gügel                                                                                      | D-4-6032-0034 |      |
| Zeckendorf (Standort) | Grabhügel vorgeschichtlicher Zeitstellung. | D-4-6032-0035 |      |
| Zeckendorf (Standort) | Höhensiedlung mit Funden des Endneolithikums, der frühen Bronzezeit, der Urnenfelderzeit, der Hallstattzeit, der frühen und der späten Latènezeit sowie untertägige Teile und Vorgängerbauten der mittelalterlichen Burg; Körpergräber vor- und frühgeschichtlicher Zeitstellung. Siehe auch: Giechburg | D-4-6032-0036 |      |
| Zeckendorf (Standort) | Siedlung der Urnenfelderzeit. | D-4-6032-0037 |      |
| Zeckendorf (Standort) | Siedlung der Bronzezeit und der Urnenfelderzeit. | D-4-6032-0244 |      |
| Zeckendorf (Standort) | Archäologische Befunde im Bereich des früh- und spätneuzeitlichen jüdischen Friedhofs bei Zeckendorf. Siehe auch: Jüdischer Friedhof (Zeckendorf) | D-4-6032-0309 |      |